# Цей клятий бронепоїзд! (1978)
Це клятий бронепоїзд! (італ. Quel maledetto treno blindato!, англ. The Inglorious Bastards) — італійський військовий фільм 1978 року режисера Енцо Кастелларі, написаний Сандро Контіненцой та Серхіо Гріко. В головних ролях Бо Свенсон, Пітер Хутен, Фред Вільямсон та інші. Фільм розповідає про групу військовополонених, які взяли участь у таємній спецоперації в 1944 році. Стрічка є бюджетним рімейком американського фільму «Брудна дюжина» (1967).
Фільм знову привернув увагу глядачів після того, як Квентін Тарантіно використав американський заголовок стрічки «The Inglorious Bastards» для назви свого фільму 2009 року «Безславні виродки». Фільм Тарантіно не є рімейком, але містить кілька посилань на нього, в тому числі появу Свенсона у ролі американського полковника та Кастелларі у ролі нацистського генерала.

## Сюжет
Франція, 1944 рік. Американські солдати Берлі, дезертир Нік Коласанті, дрібний злодій Фред, заколотник Тоні та лейтенант Роберт Йегер засуджені до смертної кари за свої злочини, й транспортуються до табору в'язнів поблизу Арденн.
Через німецький повітряний наліт, п'яти злочинцям вдається втекти Йегер приймає командування над групою й вирішує знайти шлях до нейтральної Швейцарії .
Група Йегера стикається з групою німецьких солдатів, та вбиває їх. Пізніше, вони дізнаються, що вони були американцями, одягненими у нацистську форму, які повинні були виконати важливу місію. Єдиним можливим рішенням для групи Йегера стає взяти на себе цю місію…

## У ролях
- Бо Свенсон — Роберт Йегер
- Фред Вільямсон — Фред Кенфілд
- Пітер Хутен — Тоні
- Майкл Перголані — Нік
- Джекі Бейсхарт — Берлі
- Ян Баннен — полковник Чарльз Томас Бакнер
- Мішель Константин — Вероніка
- Дебра Бергер — Ніколь
- Дональд О'Брайен — командер СС

## Варіанти назви
Оригінальна робоча назва стрічки — «Bastardi senza gloria» (буквально: «Безславні виродки»). Фільм вийшов у США під назвою «The Inglorious Bastards», але пізніше був виданий як «Герої Пекла» та «Смертельна Місія» на домашньому відео .

## Прийом
Фільм має 100 % рейтинг на Rotten Tomatoes на основі 5 відгуків.